# Spirostreptus solitarius
Spirostreptus solitarius är en mångfotingart som beskrevs av Carl 1909. Spirostreptus solitarius ingår i släktet Spirostreptus och familjen Spirostreptidae. Inga underarter finns listade i Catalogue of Life.